# Maynard (Arkansas)
Maynard est un village situé dans l’État américain de l'Arkansas, dans le comté de Randolph.